# حمید
حَمید، نامی است مردانه از ریشهٔ عربیِ «حَمْد» (= ستایش کردن) به‌معنای ستوده و ستایش‌شده. معادلِ ابجدِ آن عددِ ۶۲ است. حمید یکی از نام‌های خداوند است.
حمید در فرهنگ معین:                                                                                                                                                   (حَ) [ع.] (ص.) 1 - پسندیده، ستوده. 2 - مبارک، فرخنده.
- «حمید» در لغت‌نامهٔ دهخدا: حمید. [حَ] (ع ص) ستوده. (مهذب‌الاسماء) (دهار). ستوده و محمود. (اقرب‌الموارد) (منتهی‌الارب). || ستاینده و حامد. (اقرب‌الموارد). || (اِ) از بحرهای مستحدَث نزدِ عَروضیان. حمید (عربی به فارسی): مهربان، ملایم، لطیف، خوش‌خیم، بی‌خطر.
- «حمید» در فرهنگ عمید: ۱. (صفت) ستوده؛ پسندیده. ۲. (اسم) (ادبی) در عروض، بحری که از دو بار مفعولاتُ مستفعلن مفعولاتُ تشکیل شده.
- حمید: آبشار حمید نام آبشاری‌ست به ارتفاع ۲۵ متر که در ۷ کیلومتری بجنورد در روستایی با همین نام قرار دارد.
- حمید (مترادف و متضاد زبان فارسی): ۱. پسندیده، ستوده؛ ۲. فرخنده، مبارک، میمون.

در سال ۱۳۹۴، در ایران تقریباً ۳۸۷٫۷۵۰ نفر با نام حمید در قید حیات بودند.
حمید ممکن است به یکی از موارد زیر اشاره کند:
- حمید آخوندی
- حمید آراسلی
- حمید آرش‌آزاد
- حمید استیلی
- حمید برمکی
- حمید بعیدی‌نژاد
- حمید بقایی
- حمید بهبهانی
- حمید جبلی
- حمید چیت‌چیان
- حمید حاجی‌زاده
- حمید حامی
- حمید دباشی
- حمید درخشان
- حمید رسایی
- حمید سبزواری
- حمید سمندریان
- حمید سوریان
- حمید شیرزادگان
- حمید صفت
- حمید عبدالملکی
- حمید عسکری
- حمید علیدوستی
- حمید عنایت
- حمید فرخ‌نژاد
- حمید قنبری
- حمید گودرزی
- حمید لبخنده
- حمید لولایی
- حمید ماهی‌صفت
- حمید نعمت‌الله
- حمید واحدی
- حمید هیراد
- حمید یزدان‌پناه
- سید حمید پورمحمدی
- سید حمید حسینی
- سید حمید روحانی
- سید حمید طالب‌زاده
- سید حمید طهایی

## نام‌های مکان‌ها
- حمید (بجنورد)
- حمید (بم)
- حمید (میاندوآب)

همچنین، سید حمید نام روستایی از توابع بخش مرکزی شهرستان اهواز است.